# Давід Шведський
Давід Шведський (пол. Dawid Szwedzki, 18 квітня 1994) — польський плавець. Учасник Чемпіонату світу з водних видів спорту 2017, де в попередніх запливах на дистанції 200 метрів комплексом посів 25-те місце і не потрапив до півфіналів.